# Hans Dinger
Hans Dinger (* 22. Juni 1927 in Stuttgart; † 28. Oktober 2010 in Friedrichshafen) war ein deutscher Manager. Er war Vorsitzender der Geschäftsführung der MTU München und Friedrichshafen von 1985 bis 1989 und Mitglied des Vorstandes der Daimler-Benz AG von 1986 bis 1989.

## Leben
Dinger studierte Maschinenbau an der Technischen Hochschule Stuttgart. 1951 trat er in die Daimler-Benz AG ein und war zunächst als in der Entwicklungsabteilung Konstrukteur für die Großmotorenen tätig. Parallel wurde er 1955 an der TH Stuttgart mit einer Arbeit über hydrodynamische Verhalten der Pleuellager zum Doktor der Ingenieurwissenschaften promoviert. 1967 übernahm er die Leitung des Entwicklungsbereichs Großmotoren der Daimler-Benz AG. 1968 wechselte er in die Geschäftsleitung, des mit dem Großmotorenbau von Daimler-Benz vereinigte Daimler-Benz-Tochter, Maybach Mercedes-Benz Motorenbau GmbH in Friedrichshafen, aus der 1969 die MTU Friedrichshafen entstand. Dinger war maßgeblich an dem Zusammenschluss beteiligt und übernahm als Geschäftsführer den Entwicklungsbereich in Friedrichshafen, ab 1973 auch die Entwicklung bei MTU München.
1985 wurde Hans Dinger als Nachfolger des von der Rote Armee Fraktion am 1. Februar 1985 ermordeten Vorstandschefs Ernst Zimmermann Vorsitzenden der Geschäftsführung der MTU München und MTU Friedrichshafen. 1986 wurde Dinger zudem Mitglied des Vorstandes der Daimler-Benz AG. 1989 ging er in den Ruhestand.
Dinger wurde für sein Engagement in Wirtschaft und Gesellschaft mit dem Verdienstkreuz Erster Klasse des Verdienstordens der Bundesrepublik Deutschland geehrt. Er war seit 1987 Ehrensenator der Hochschule Konstanz und erhielt 1987 die Ehrenmedaille der Stadt Friedrichshafen. Er wurde 2007 mit einer Ehrendoktorwürde zum Dr.-Ing. der Fakultät für Maschinenwesen der Technischen Universität München ausgezeichnet und zum Professor ernannt.
Dinger war von 1979 bis 1988 Vorsitzender des Vorstandes der Forschungsvereinigung Verbrennungskraftmaschinen e. V. (FVV) und seit 1989 dessen Ehrenvorsitzender.